# Нордхейм
Нордхейм (англ. Nordheim) – вымышленная страна, прародина арийской расы, в произведениях Джека Лондона и Роберта Говарда.

## Описание

### Этимология
Само название Нордхейм придумано Робертом Говардом, для обозначения страны асиров и ваниров.

### Создание
Прародину арийской расы придумал Джек Лондон в произведении «Межзвёздный скиталец». Согласно роману крайний север доисторической Европы послужил колыбелью цивилизации арийцев, которые первоначально представляли собой два племени — асиров и ваниров, соответственно из Асгарда и Ванахейма. Название племён и локаций, по словам главного героя «Межзвёздного странника» Спендинга, сохранились в памяти скандинавов в качестве богов и их царств. Далее, Роберт Говард использовал племена асиров и ваниров в цикле произведений о доисторическом мире, в частности про Конана и Джеймса Эллисона, которые входят в общий цикл о Хайборийской эре.

### Локация
Нордхейм у Роберта Говарда расположен на северо-западном побережье доисторической Европы, разделённый на территорию западного Ванахейма и восточного Асгарда. На юго-западе Нордхейм граничит с Пустошами пиктов, на юге с Киммерией и Аквилонией и на востоке с Гипербореей.

### Происхождение и история
Джек Лондон начинает историю образования арийской расы с племён рыжеволосых ваниров и светловолосых асиров, позднее происхождение этих племён разрабатывал Роберт Говард. Согласно эссе Говарда «Хайборийская эра», нордхеймцы произошли от беловолосых арктических обезьян. Во времена последующие после катаклизма, затопившего Атлантиду, развивающиеся племена хайборийцев откочевали на север, всё больше и больше эволюционируя в Человека разумного. На севере они встретили арктических обезьян, которых заставили уйти за полярный круг, на верную, казалось бы гибель. Однако спустя века арктические обезьяны эволюционировали в людей и вернулись на земли предков, дав отпор захватчикам. В таком виде нордхеймцы просуществовали до конца Хайборийской эры, пока очередной катаклизм не заставил народы по всему доисторическому миру прийти в движение. Подробно миграции асиров и ваниров Говард приводит в цикле произведений про Джеймса Эллисона.

### Быт  и нравы
Нордхеймцы, в Хайборийскую эру, жили в шатрах из лошадиных шкур. Пропитание они добывали себе в основном охотой и грабежами. Более других народов нордхеймцы ненавидят и воюют друг с другом. Асиры и ваниры, несмотря на родство, частенько нападают друг на друга. В периоды, когда не надо воевать друг с другом, асиры и ваниры, воюют внутри собственных кланов, либо идут в грабительские рейды на киммерийцев, аквилонцев, гиперборейцев и пиктов. У нордхеймцев, ни у асиров, ни у ваниров, нет централизованной власти, два племени разбиты на многочисленные кланы, которые чаще враждуют между собой, нежели находятся в мирных отношениях. Единственным союзником нордхеймцев, можно назвать киммерийцев, да и то последние изредка заключают мир только с асирами.

### Религия
Роберт Говард, как продолжатель концепции романа Лондона «Межзвёздный скиталец» разнообразил доисторическую, эпоху добавив многие элементы быта. Так Имир стал богом нордхеймцев, и почитался единственным богом, не считая его божественных потомков ледяных великанов и снежных нимф. Представляя нордхеймцев, и в особенности ваниров, в качестве прямых предков скандинавов, Говард тем самым выставляет правление Имира в качестве хтонического божества на смену которому ещё не пришло молодое поколение богов во главе с Одином. А в то время, когда ещё существовали племена нордхеймцев в первозданном виде. А во времена Конана, нордхеймцы верили в то что дочери Имира, подобно скандинавским валькириям, приходят на поле боя и отбирают самых сильных воинов, для того, чтобы сопроводить в Вальгаллу, причём в отличие от валькирий, они якобы не убивают избранника, а ведут на крайний север, где и расположена Вальгалла. Однако на самом деле снежные нимфы ведут воина на погибель в руки своих братьев ледяных великанов, после чего вырванное сердце воина кладётся на алтарь Имира.
В дальнейшем, после падения Хайборийской цивилизации и массового переселения народов, нордхеймцы смешиваются с хайборийцами и киммерийцами, образовав пласт арийских народов, называемых племенами Реки, Бизона, Мечей и прочих. Эти племена поклонялись богу-кузнецу Ильмаринену.

### Джек Лондон
- Роман «Межзвёздный скиталец» (1915)

### Роберт Говард
- Эссе «Хайборийская эра» (1936)
- Рассказы «Дети тьмы» (1932), «Феникс на мече» (1932), «Дочь ледяного гиганта» (1934), «Сад страха» (1934), «Шествующий из Вальхаллы» (1972), «Акрам-загадочный» (1998), «Гор — сын Дельрина» (незакончен).

## В популярной культуре
- Существует рок-группа Nordheim[8]
- Нордхейм представлен в MMORPG Age of Conan: Unchained.